# Danielle Campbell
Danielle Campbell (Chicago, 30 gennaio 1995) è un'attrice statunitense, nota per aver recitato come protagonista nel film Disney per la televisione Starstruck - Colpita da una stella, al fianco di Sterling Knight e nel ruolo di Davina Claire nella serie tv The Originals.

## Carriera
Danielle ha iniziato la sua carriera di attrice recitando nel 2007 in Prison Break, dove è comparsa in quattro episodi. Apparve anche in una pubblicità a livello nazionale per le Build-A-Bear Workshop e interpretò il personaggio di Darla nel film del 2008 The Poker House. Nel 2010 è uscito il film Disney Starstruck - Colpita da una stella dove lei sarà la protagonista, Jessica Olson, con accanto l'attore Sterling Knight, inoltre Danielle ha firmato un accordo di sviluppo con la società. Sempre nel 2010 recita nella serie televisiva della Disney Zeke e Luther, che va in onda su Disney XD. Nel 2011 recita nel film Prom - Ballo di fine anno di Joe Nussbaum come attrice non protagonista, nel ruolo di Simone.
Nel 2013 recita nel ruolo della strega Davina Claire nella serie TV The Originals; nel 2017 interpreta Eiffel in Runaways, la nuova serie targata Marvel Cinematic Universe.
Nel 2018 ottiene il ruolo di Harper nella serie TV Famous in Love. Nel giugno dello stesso anno viene scelta come protagonista del nuovo teen drama Tell Me a Story.
Nel 2024 la si trova nella sesta stagione di The Rookie nel ruolo di Blair, la psichiatra del dipartimento di Polizia di Los Angeles.

## Vita privata
Campbell vive a Los Angeles, California. Nel febbraio 2018, ha iniziato a frequentare l'amico di lunga data ed ex co-protagonista di The Originals Colin Woodell, e si sono fidanzati nell'agosto 2023 dopo cinque anni di frequentazione.

## Filmografia

### Cinema
- The Poker House, regia di Lori Petty (2008)
- Prom - Ballo di fine anno (Prom), regia di Joe Nussbaum (2011)
- Madea - Protezione testimoni (Madea's Witness Protection), regia di Tyler Perry (2012)
- F the Prom, regia di Benny Fine (2017)
- Being Frank, regia di Miranda Bailey (2018)

### Televisione
- Prison Break – serie TV, episodi 1x16, 2x14, 2x16, 2x17 (2006-2007)
- Zeke e Luther (Zeke and Luther) – serie TV, episodio 2x06 (2010)
- StarStruck - Colpita da una stella (StarStruck), regia di Michael Grossman – film TV (2010)
- Drop Dead Diva – serie TV, episodio 4x11 (2012)
- The Originals – serie TV (2013-2018)
- Runaways – serie TV, 6 episodi (2017-2018)
- Famous in Love – serie TV, 9 episodi (2018)
- All American – serie TV, episodio 1x01 (2018)
- Tell Me a Story – serie TV, 20 episodi (2018-2020)
- The Rookie – serie TV, 8 episodi (2024)
- The Waterfront – serie TV, 8 episodi (2025)

## Doppiatrici italiane
Nelle versioni in italiano delle opere in cui ha recitato, Danielle Campbell è stata doppiata da:
- Giulia Tarquini in Starstruck - Colpita da una stella, Prom - Ballo di fine anno, Prison Break
- Rossa Caputo in The Originals, Runaways
- Lucrezia Marricchi in Famous in Love, Tell Me a Story (1ª voce)
- Lavinia Paladino in Tell Me a Story (2ª voce)
- Francesca Pittatore in The Rookie
- Martina Felli in The Waterfront